# Wasserstraße 33 (Stralsund)

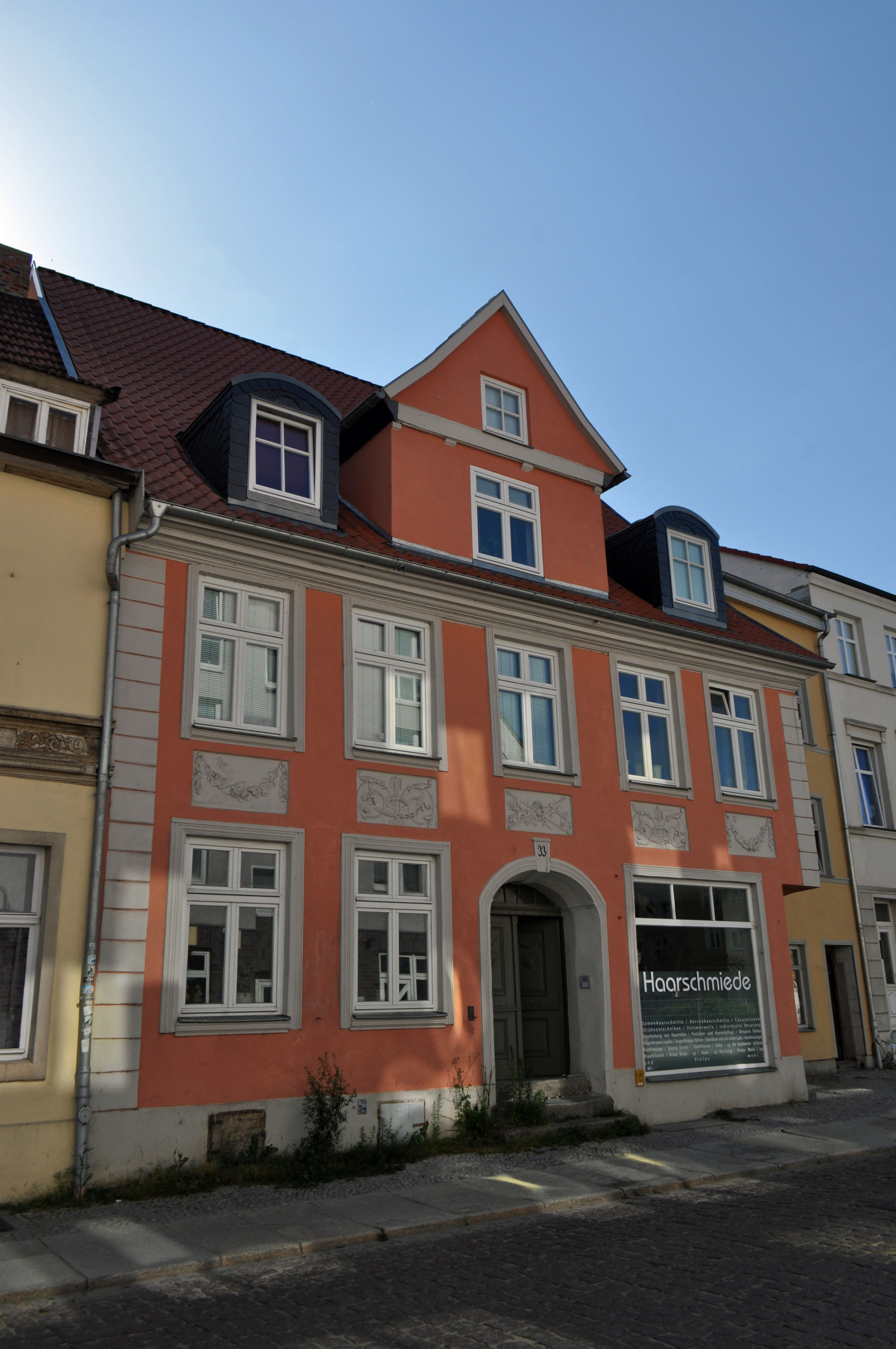
Das Haus Wasserstraße 33 in Stralsund (2013)

Das Gebäude mit der postalischen Adresse Wasserstraße 33 ist ein denkmalgeschütztes Bauwerk in der Wasserstraße in Stralsund.
Das zweigeschossige und fünfachsige, traufständige Haus wurde um das Jahr 1745 als Fachwerkhaus errichtet. Seine massive Straßenfront erhielt das Gebäude Ende des 18. Jahrhunderts.
Die verputzte Fassade weist in der Mittelachse ein Korbbogen-Portal sowie ein übergiebeltes Zwerchhaus auf.
Unter den Fenstern des Obergeschosses sind eingetiefte Putzspiegel angebracht, die stuckierte Festons und Groteskenwerk zeigen. Diese Formen weist auch die zweiflügelige Haustür des Portals auf.
Das Haus liegt im Kerngebiet des von der UNESCO als Weltkulturerbe anerkannten Stadtgebietes des Kulturgutes „Historische Altstädte Stralsund und Wismar“. In die Liste der Baudenkmale in Stralsund ist es mit der Nummer 775 eingetragen.